# ユーロコプター EC 145
ユーロコプター EC 145
Rega（スイス航空救助隊）のEC 145
- 用途：汎用ヘリコプター
- 分類：中型ヘリコプター
- 製造者：ユーロコプター
- 初飛行：1999年6月12日
- 運用状況：現用
- ユニットコスト：約550万ドル

EC 145（英語: Eurocopter EC145）は、ユーロコプター（現エアバス・ヘリコプターズ）が生産する中型双発多目的ヘリコプターである。
EC 145の名称はユーロコプター社発足後のBK117販売時のブランドネームであり、各国の航空局に認証された型式名称はBK117のままである。

## 概要
BK117は、ダイムラー・ベンツのヘリコプター部門であるMBB社と川崎重工業が共同開発したヘリコプターだが、MBB社が1992年にアエロスパシアル・マトラ社のヘリコプター部門と合併してユーロコプター社（現在のエアバス・ヘリコプターズ）になった後、同社のECシリーズのブランド名を冠したラインナップに加えられることとなり、EC 145の販売名が与えられた。この時期までに、BK117シリーズはC-2型の量産に進んだため、実際にEC 145の名称を冠して販売されることになったのはこれ以降の型式となる。なお、川崎重工業が組み立ておよび販売を行う機体は、引き続きBK117の型式名で販売されている。
その後、フェネストロンを装備したBK117D-2型が、EC 145 T2として現行モデルとなる。2014年にはユーロコプターの社名がエアバス・ヘリコプターズへ変更したことでEC 145 T2はH145と改称されている。

## 開発

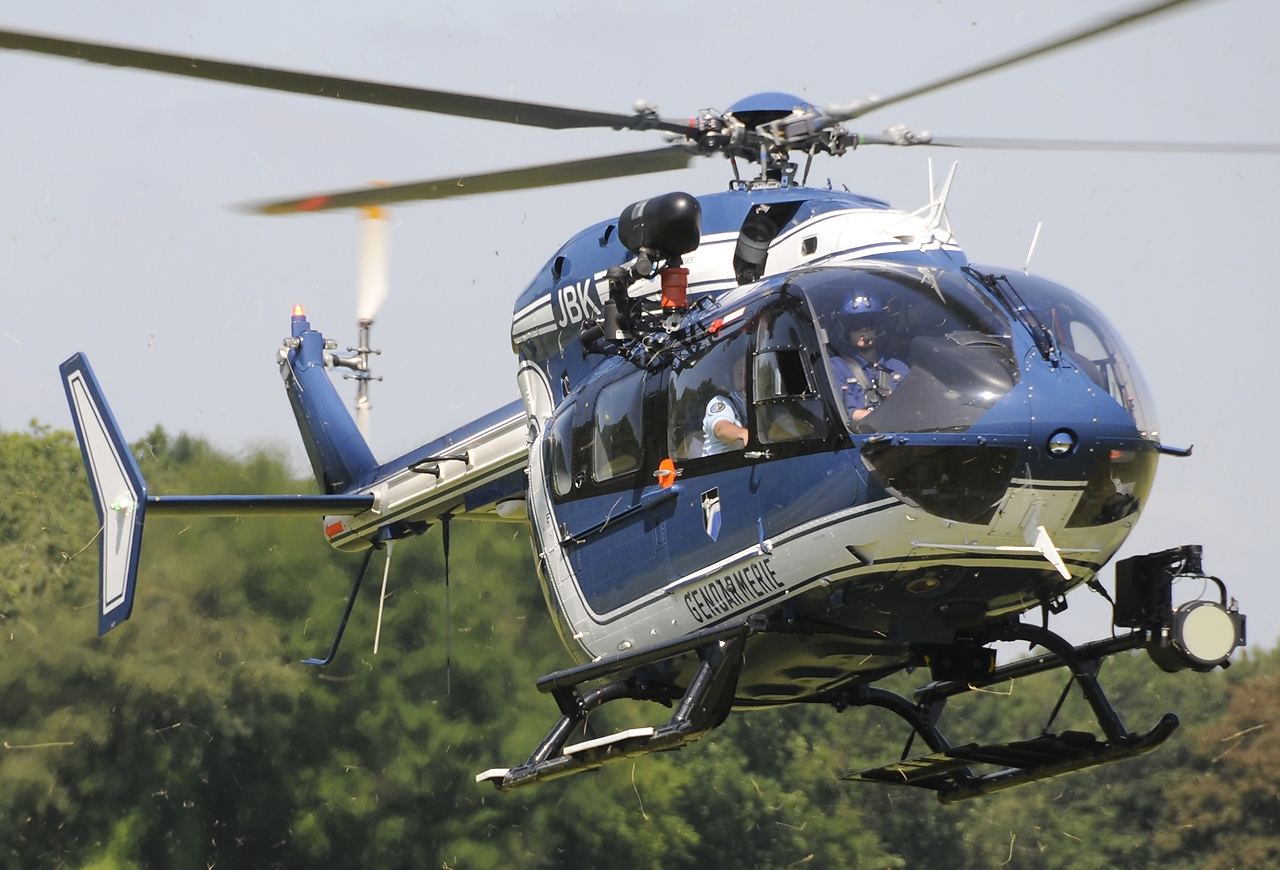
フランスの国家憲兵隊のEC 145

EC 145は、ユーロコプターと川崎重工業の共同事業として開発された。型式証明はBK117 C-2として認証を受けており、1997年12月にはアルエット IIIの後継としてフランスの防衛と民間警備用に32機が17,000万ドルで発注された。初飛行は1999年6月12日で、2000年2月にアメリカのヘリコプターショーで公開された。試作機は川崎重工岐阜工場で生産された。
ユーロコプターはEC 145として3番目の試作機を2000年4月に設計し、ドイツ航空局と日本の民間航空局の認証を2000年12月に取得した。EC 145は2001年のパリ航空ショーにも出品された。2002年にはアメリカ連邦航空局（FAA）の認証を取得した。
ユーロコプターと川崎重工は開発と改良は共同で実施するものの、生産と販売はそれぞれの工場で独立して進める事に合意している。ユーロコプターは主回転翼と尾部回転翼、減速機、制御系など、操縦席と尾部構造体と降着装置を含む60%の作業分担で、川崎重工は胴体構造体、主減速機、電気系統と燃料系統を含む40%の作業分担である。川崎重工はBK117 C-2の形式名を型式証明とアジア市場での販売に使用して、ユーロコプターはEC 145の名称で世界的に販売する。2004年11月に三菱重工のMH2000の量産の終了に伴い、BK117 C-2は現時点で日本で唯一生産される民間用ヘリコプターになった。2010年8月にはEC 145の開発と生産においてユーロコプターと川崎重工の協力が2025年まで延長される事が発表された。

### 更なる改良
2011年にユーロコプターはHeli Expo 2011で公式にEC 145の改良型であるEC 145 T2を発表した。2014年4月には欧州航空安全機関からの型式認証を取得、2014年10月にはアメリカ連邦航空局の認証を取得した。

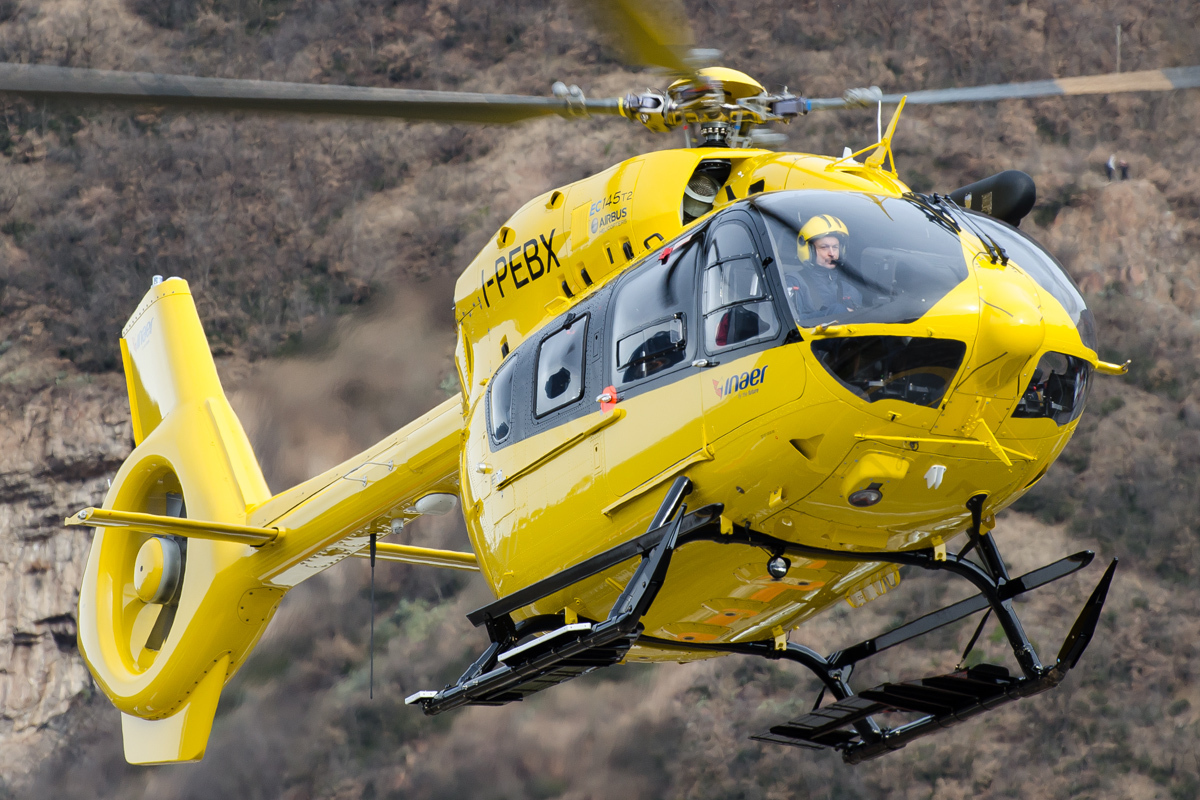
EC 145 T2

EC 145の生産施設はユーロコプターの工場でフランスのマリニャーヌに次いで2番目に大きいドイツのドナウヴェルトである。2014年にユーロコプターは2015年に50機のEC 145 T2を生産する予定であると発表した。生産は年間70機に拡大する予定。
2011年以降、ユーロコプターはEC 145の派生型であるOptionally piloted vehicle（OPV）を開発する。EC 145 OPVの試験飛行では2013年から開始された無人飛行が含まれる。EC 145に搭載するために設計された装置には既存の航空電子機器と自動操縦のほか、コックピットや地上の制御局を介した遠隔操縦が含まれる。
複数の欧州のヘリコプターと互換性を有するために報告された技術は民間と軍用の用途のためである。装置の故障のような緊急時にはEC 145 OPVは安全に着陸するためにあらかじめ入力されたプログラムに従い、自動的に浮上から着陸まで実行する。2015年3月にユーロコプターの最高技術責任者である"Jean-Brice Dumont"はEC 145 OPVは量産する予定は無いが計画への投資は継続すると述べた。
2014年7月にユーロコプターはいくつかの自動操縦装置や操縦士の計器飛行の装置を1人分取り外すことによって標準的なEC 145よりも軽量化・低価格化したEC145eを発表した。基本型は空中消火や多目的作業のような任務が主に想定されていたが、同様に老朽化したMBB Bo 105の更新も視野にある。2015年4月にEASAはEC 145eの型式認証を取得した。2015年に"Metro Aviation"がユーロコプターと共に多様な用途に応じてEC 145eのカスタマイズに参入して派生型の再販売として運用する。

## 機体
EC 145はBK117 C-1よりも大型のキャビンを特徴としている。全長が46cm、全幅13cm拡大によりキャビン内容積は1m3から6m3拡大し、操縦系統がフロントガラスのセンターピラーを介して行われるようになったことで、キャビンが隔たれずに空間を確保できるようになった。9名までの乗員を2名の操縦士と共に輸送でき、旅客輸送・社用・救命救急（EMS）・捜索救助などに使用されることを想定して、各種オプションが用意されている。

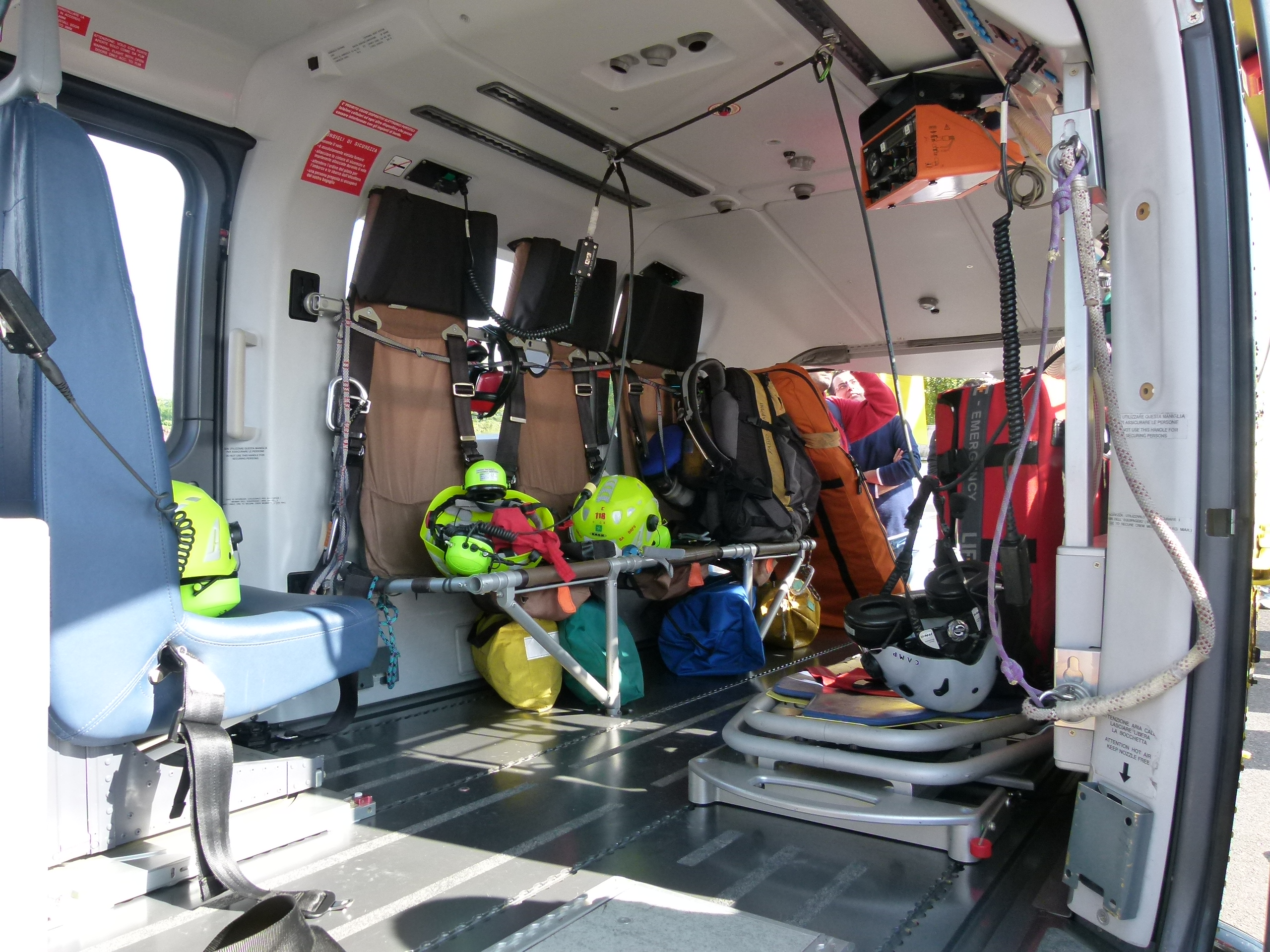
キャビン
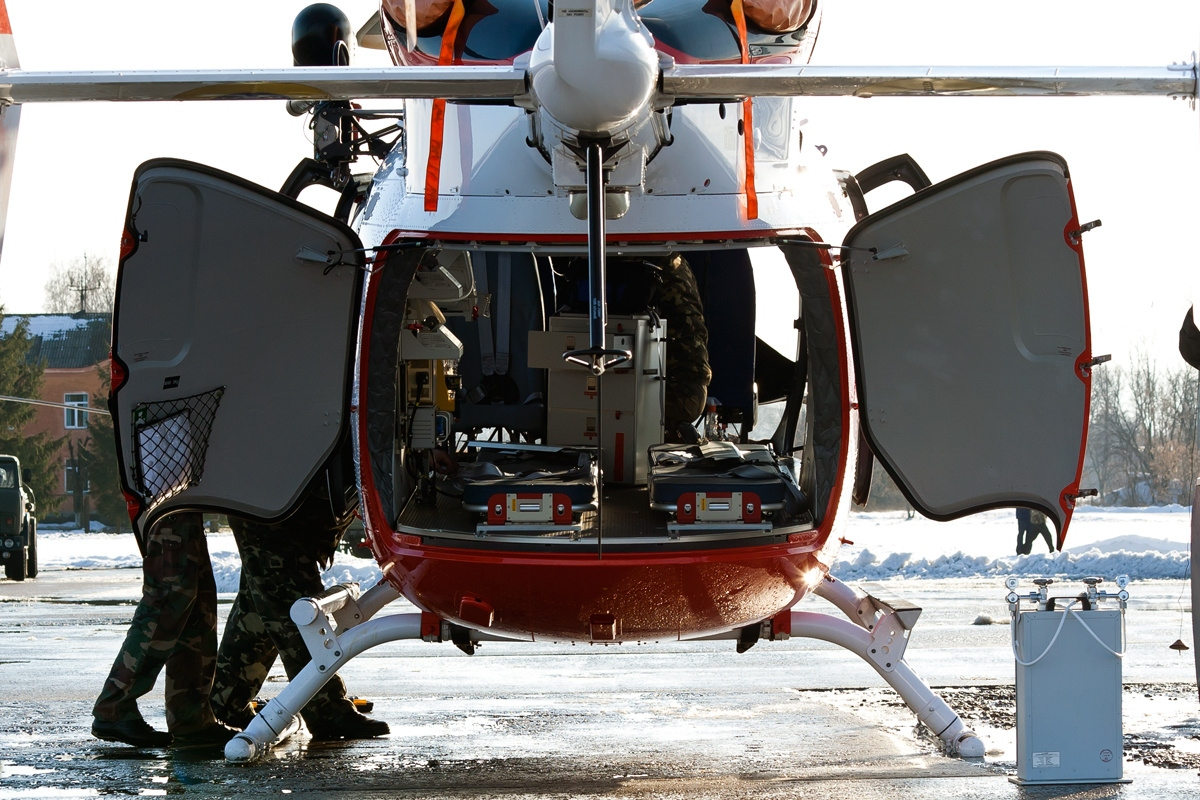
機体後部には観音扉を備える

EC 135から派生した複合材製の回転翼の採用も相まって、従来の機体に比べて最大離陸重量と航続距離が増えた。EC 145は一体化されたチタン製ハブの無関節ロータヘッドを備え、当初は2基のチュルボメカ アリエル 1E2 ターボシャフトエンジンを備え、後に改良されたチュルボメカ アリエル 2E エンジンを備える。鍵となる特徴はBK117から派生した可変式回転翼とトルク適合装置（VARTOMS）で、ユーロコプターはEC 145を"このクラスで最も静粛なヘリコプター"と標榜した。EC 145の音紋はBK117 C-1よりも60%低減されたと報告されている。
タレス・グループのグラスコックピットを採用しており、MEGHAS飛行制御表示装置には視認性に優れたアクティブマトリックス型の液晶ディスプレイが使用されている。
EC 145 T2は二重系統の完全デジタルエンジン制御（FADEC）を備える新型のアリエル2E、ユーロコプターの定番ともいえるフェネストロンや改良された尾部と主回転翼の減速機を備えて性能が大幅に向上するように設計された。相違点と改良はデジタル航空電子機器と理想的な4軸自動操縦・完全モジュラー化を含む操縦席と機体の付属装置である。

## 派生型
- MBB/川崎 BK117
- H145 ジュピター（Jupiter）

イギリス軍の国防ヘリコプター飛行学校(en)に訓練用として採用された機体の名称。

### 軍用型
軍用版はH145M（改称前の名称はEC 645）またはUH-72 ラコタとして訓練・兵站・救急搬送・偵察・兵員輸送などの用途に使用される。H145Mはドイツ空軍がKSKの支援用に導入するなど、近年ヨーロッパ諸国を中心に採用が増えている。また、モジュール式兵装システム「HForce」を搭載した武装型も2017年9月8日に初飛行し、セルビア空軍やハンガリー空軍が採用を決定している。

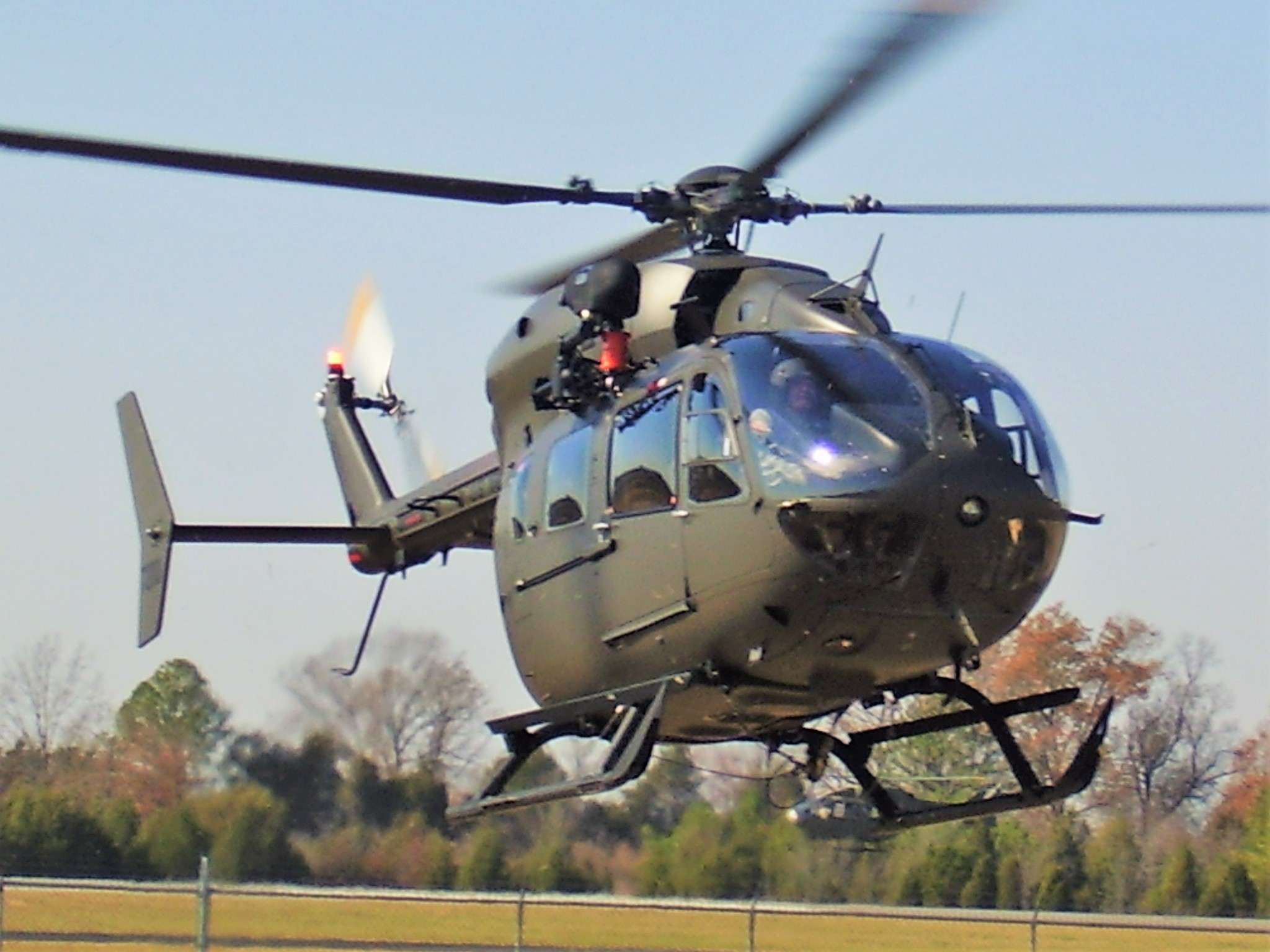
UH-72A ラコタ
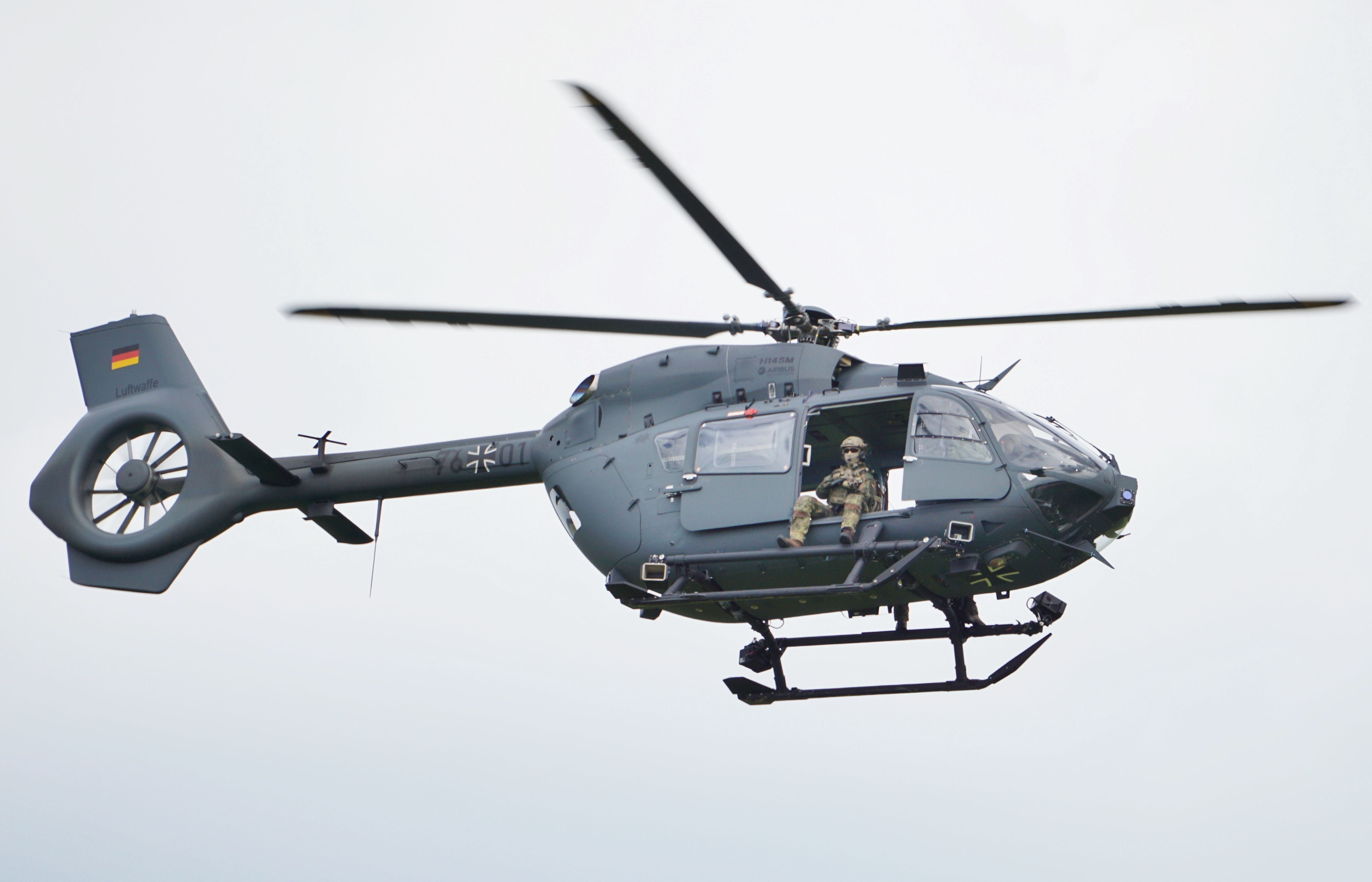
ドイツ空軍のH145M
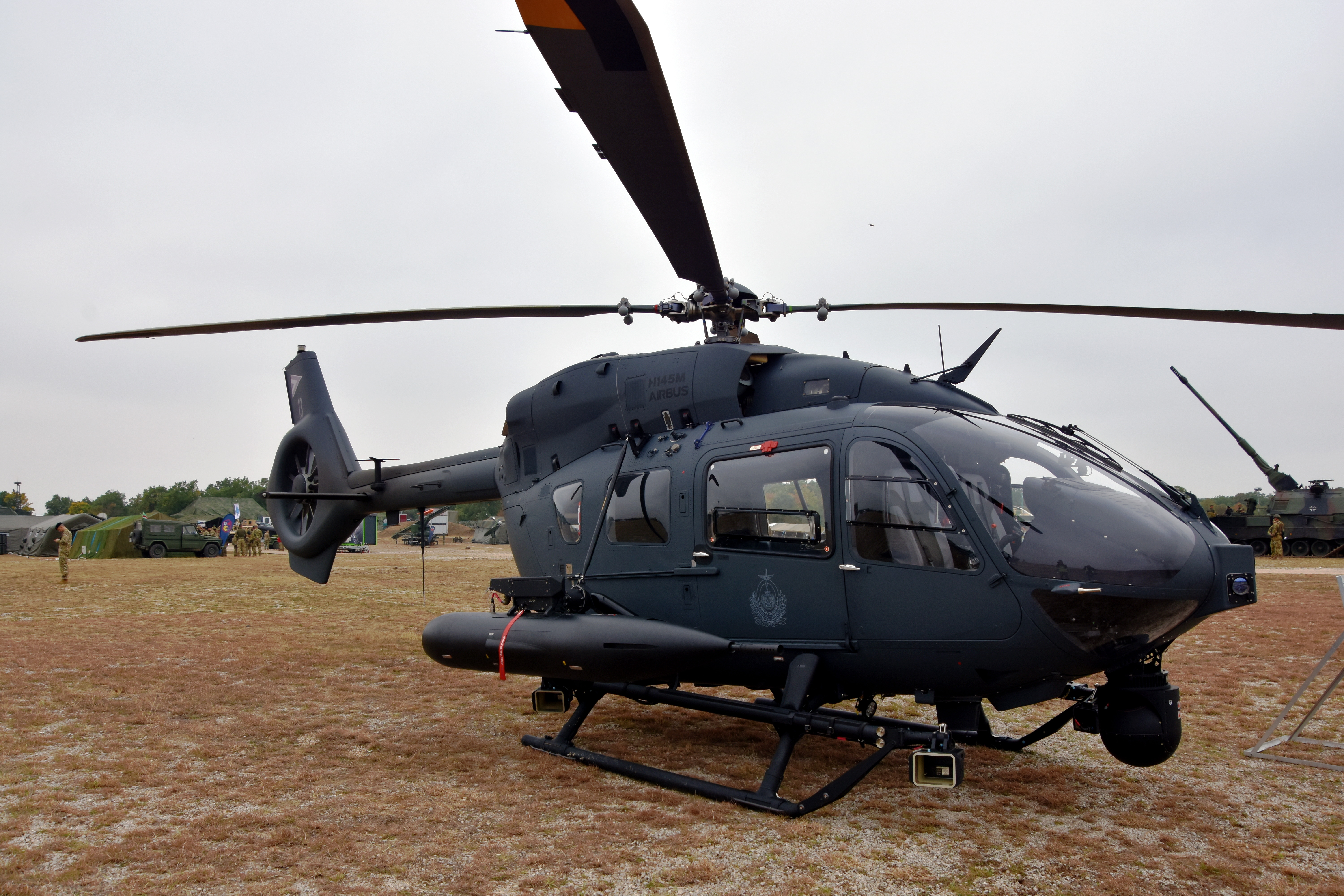
ガンポッドで武装したハンガリー空軍のH145M

採用国
 アルバニア
- アルバニア空軍 - 2023年時点で、2機のH145を保有している[21]。

 ボリビア
 フランス
 ドイツ
 ハンガリー
 アイルランド
- アイルランド空軍 - 4機を発注しており、2027年に納入予定[22]。

 カザフスタン
- カザフスタン防空軍 - 2023年時点で、8機のH145を保有している[23]。

 ルクセンブルク
 セルビア
- 国産のL80-07 80mmロケット弾ポッドや、GH-78 12.7mmガンポッドを装備している[24]。

 タイ
 イギリス
 ドイツ
- ドイツ陸軍 - 2023年12月14日にH145Mを62機購入する契約を締結。ドイツ政府は運用コスト面の問題からティーガー攻撃ヘリコプターを2038年までに全廃し、対戦車ミサイルを搭載したH145Mに置き換える予定[25]。
- ドイツ空軍 - 2024年時点で、16機のH145Mを保有[26]。さらに、特殊部隊向けにH145M軽攻撃型を5機導入予定[27]。

## 仕様 (EC 145)
出典：Eurocopter EC 145 technical data, EC 145 specs

### 諸元
- 乗員：1名または2名（操縦士）
- 積載量：乗客9名
- 全長：13.03m（42ft 9in）
- 回転翼径：11.0m（36ft）
- 全高：3.45m（11ft 4in）
- 回転翼面積：95m2（1,018ft 2in）
- 自重：1,792kg（3,951lb）
- 全備重量：3,585kg（7,903lb）
- 通常負荷：1,793kg（3,953lb）
- 最大離陸重量：3,585kg（7,903lb）
- エンジン：チュルボメカ アリエル 1E2 ターボシャフト×2 各550kW（738shp）

### 性能諸元
- 限界速度：268km/h=M0.22（145kt, 167mph）
- 巡航速度：246km/h=M0.20（133kt, 153mph）
- 航続距離：680km（370nm, 426mi）
- 渡航距離：855km（461nmi, 530mi）
- 限界高度：5,240m（17,200ft）
- 上昇率：8.1m/s（1,600ft/min）